# ليو أمبرج
ليو أمبرج (بالإنجليزية: Leo Amberg)‏ مواليد 23 مارس 1912 في سويسرا - الوفاة 18 سبتمبر 1999 في سويسرا، كان دراج سويسري في صنف سباق الدراجات على الطريق.

## سجل النتائج

### سباقات أو مراحل فاز بها
- طواف فرنسا
- طواف سويسرا
- طواف إيطاليا

## الميداليات
| الميدالية | المسابقة                                    |
| --------- | ------------------------------------------- |
| برونزية   | بطولة العالم لسباق الدراجات على الطريق 1938 |

## وصلات خارجية
- الموقع الرسمي

## روابط خارجية
- ليو أمبرج على موقع أرشيف الدراجات (الإنجليزية)
- ليو أمبرج على موقع إحصائيات الدراجات الإحترافية (الإنجليزية)
- ليو أمبرج على موقع CycleBase (الإنجليزية)